# Coupiac
Coupiac é uma comuna francesa na região administrativa de Occitânia, no departamento de Aveyron. Estende-se por uma área de 24,72 km². Em 2010 a comuna tinha 391 habitantes (densidade: 15,8 hab./km²).